# Instalação da bandeira aborígene na Ponte da Baía de Sydney

Bandeira Aborígene Australiana

A bandeira aborígene é importante para a representação dos povos tradicionais australianos. Ela já havia sido palco de polêmicas, quando seu criador, Harold Thomas, vendeu os direitos autorais da bandeira para a empresa WAM Clothing, que passou a processar qualquer um que a usasse sem permissão. Os direitos autorais, porém, foram adquiridos pelo governo.
A bandeira aborígene era hasteada na Ponte da Baía de Sydney apenas 19 dias por ano. Por isso, em 2017, a kamilaori Cheree Toka criou uma petição para que a bandeira fosse hasteada de forma permanente. O movimento cresceu e ganhou apoio do Partido Trabalhista Australiano, porém recebeu resistência devido aos altos custos envolvidos. Com a chegada de Dominic Perrottet como Primeiro-Ministro de Nova Gales do Sul, o projeto foi aceito, com um orçamento de A$ 25 milhões, que gerou uma nova onda de críticas na Austrália. Então, ficou acordado que não seria construído um novo mastro para a bandeira, mas simplesmente realocariam a bandeira de Nova Gales do Sul para outro lugar e a substituiriam pela aborígene.

## Antecedentes
A bandeira aborígene foi criada em 1970 por Harold Thomas, um luritja da Austrália Central que faz parte das gerações roubadas. A cor preta representa a junção de todos os povos aborígenes, a vermelha representa o solo australiano e o círculo amarelo representa o sol. Ela foi erguida pela primeira vez em 9 de julho de 1971 em Tarntanyangga, Adelaide, e desde então se tornou o símbolo dos povos aborígenes. Ela foi oficialmente reconhecida pelo governo em 14 de julho de 1995, quando o Governador-Geral da Austrália William Hayden declarou no Flags Act 1953 que ambas Bandeira Aborígene e a Bandeira das Ilhas do Estreito de Torres como sendo bandeiras australianas. Em 1997, a Corte Federal da Austrália reconheceu pelo Copyright Act 1968 que a bandeira foi criada por Harold Thomas, e a partir de então ela só poderia ser reproduzida com a devida permissão.
Porém, Harold Thomas cedeu os direitos autorais para a empresa WAM Clothing, uma empresa não-aborígene, que passou a intimar e processar empresas aborígenes, a AFL e a NRL por uso indevido da bandeira. A controvérsia gerou comoção nas redes sociais (#FreetheFlag), que reuniu 165 mil assinaturas. Em 2020, o Senado da Austrália passou a avaliar o caso, e o Ministro dos Australianos Indígenas Ken Wyatt passou a negociar discretamente os direitos autorais diretamente com Harold Thomas. Em 2022, o então Primeiro-Ministro Scott Morrison anunciou durante o Dia da Austrália que o governo australiano adquiriu os direitos autorais por A$ 20 milhões, significando que a bandeira estaria livre para ser reproduzida por qualquer um e não poderia ser usada para fins comerciais. Porém, a aquisição gerou protestos por parte da comunidade por não estar sob controle de uma entidade aborígene. Além disso, a bandeira estaria restrita antes até 70 anos após a morte do autor, mas a lei de direitos autorais sob posse do governo diz que ela perdura até 50 anos (arredondados pelo calendário) após a concepção da obra. Em outras palavras, a Bandeira Aborígene estaria livre de direitos autorais no mesmo mês em que a compra foi anunciada.
O uso de ambas Bandeira Aborígene e a Bandeira da Austrália na esfera governamental simbolizaria a união entre os dois povos. Recentemente, o então Primeiro-Ministro Scott Morrison aparecia em público deixando apenas a Bandeira da Austrália visível. Como represália, Adam Bandt, do Partido Verde, se negou a aparecer em público com a Bandeira da Austrália. A atitude gerou represália do Primeiro-Ministro Anthony Albanese, que afirma que tais atos quebram os esforços de reconciliação do estado, porém foi defendida por Lidia Thorpe, do mesmo partido e descendente dos povos djab wurrung, gunnai e gunditjmara, que afirma que a bandeira representa o colonialismo e foi imposta aos povos originários. Por outro lado, Marion Scrymgour, descendente de aborígenes e membro do Parlamento Australiano, traz que muitos australianos veem a bandeira como um símbolo de libertação do colonialismo, sendo assim um símbolo que uniria toda a Austrália.

## Instalação

### Projeto
A bandeira aborígene costumava ser hasteada na ponte no lugar da bandeira da Nova Gales do Sul apenas 19 dias por ano; nos feriados do Dia da Austrália, no Dia Nacional das Desculpas, na Semana de Reconciliação Nacional e na Semana NAIDOC. Em 2017, a kamilaroi Cheree Toka criou uma petição no change.org para que a bandeira fosse hasteada o ano inteiro juntamente com a da Austrália e da Nova Gales do Sul, que foi assinado por 177 mil pessoas. O projeto apareceu logo após a batalha jurídica para tornar bandeira aborígene livre de direitos autorais. A petição não era válida legalmente, então ela passou a fazer protestos públicos semanais e escalou a ponte (BridgeClimb) para chamar a atenção do público e coletar as 10 mil assinaturas necessárias para o debate ir ao Parlamento. A petição ganhou suporte de diversos grupos como a Anistia Internacional e Marlin Communications e de personalidades como Luke Foley, líder do Partido Trabalhista Australiano, e recebeu oposição de conservadores como Alan Jones do 2GB Radio. O caso chegou na Assembléia Legislativa, que concluiu que era caro demais adicionar outro mastro, mas Cherre arrecadou os A$ 300.000 necessários por doações através do GoFundMe. A antiga  Primeira-Ministra da Nova Gales do Sul, Gladys Berejiklian, ignorou as petições e o governo argumentava que demoraria dois anos para completar a obra, mas o novo Primeiro-Ministro Dominic Perrottet prometeu que a bandeira estará hasteada permanentemente dentro de seis meses a um ano. A manobra faz parte do projeto do governo de Nova Gales do Sul de aproximação e reconhecimento dos povos originários. A bandeira deve ser hasteada como parte das comemorações dos 90 anos da ponte. Toka recebeu uma oferta para se juntar ao Partido Trabalhista para as eleições de 2022, mas negou e pediu mais tempo para e preparar.

### Novo orçamento
Foi anunciado que a bandeira seria instalada de forma permanente nas celebrações da semana NAIDOC em 2022. O novo preço estimado pelo gabinete governamental é de A$ 25 milhões. O argumento é que será necessário um trabalho complexo de engenharia para dar suporte ao mastro de 20 metros e a bandeira de 4,5x9 metros. Também será necessário realocar o farol para aeronaves da ponte para dar espaço ao mastro e garantir a manutenção da estrutura e trocar a posição dos dois mastros já instalados, tudo isso feito perto de uma das ruas mais movimentadas de Sydney. O dinheiro será retirado do orçamento de A$ 91,1 milhões destinados à pasta de cultura dos Povos Originários. A pasta de Transporte de Nova Gales do Sul e de Assuntos Aborígenes também contataram investidores dos povos originários. Quando questionado pela imprensa, Dominic Perrottet afirma que não sabe ao certo o motivo da instalação ser tão cara, mas é um pequeno preço a se pagar pela unidade do estado de Nova Gales do Sul. Outro que mostrou apreço pelo projeto é o Ministro dos Assuntos Aborígenes, Ben Franklin.
Por conta disso, o assunto virou motivo de debate na Austrália. A neta do Dr. Charles "Chika" Dixon, figura importante para o reconhecimento dos povos originários no referendo de 1967, traz que a bandeira é um símbolo poderoso. As comunidades originárias apontam que o uso da bandeira aborígene deveria ser normalizado por toda a Austrália. Comunidades como as das ilhas Wiradjuri e Badu dizem que a decisão é agridoce, pois o dinheiro poderia ser injetado em outros projetos mais importantes. O jornal ABC News sugeriu que a bandeira aborígene substituísse a bandeira da Nova Gales do Sul por seu simbolismo não representar nem os 60 mil anos de história pré-colonial e nem os 120 anos desde a criação da federação, mas Cheree Toka argumenta que a mudança poderia ser facilmente revertida no futuro. O líder executivo da Tribal Warrior Aboriginal Corporation, Shane Phillip, argumenta que a polêmica é uma distração do governo para dividir a sociedade e desviar a atenção da população dos problemas que estavam sendo discutidos, como a falta de orçamento para combater os apagões no estado. Lidia Thorpe, do Partido Verde, acusou a mídia australiana de dar mais atenção à bandeira do que o abuso sexual seguido de assassinato do bebê aborígene que ocorreu no mesmo período. O gabinete do Tesouro de Nova Gales do Sul prometeu buscar uma segunda opinião sobre o preço.  Dominic Perrottet pediu para a pasta de transportes de Nova Gales do Sul rever o preço, mas não houve mudanças.

### Solução
Dominic Perrottet anunciou que a bandeira aborígene substituirá a bandeira de Nova Gales do Sul permanentemente, que será realocada para a rua Macquarie Street East. O ministro de Assuntos Aborígenes, Ben Franklin, anunciou que os A$ 25 milhões já haviam sido incluídos no orçamento, e que serão usados em iniciativas aborígenes.